# Ichtyas
Ichtyas ou Ichthyas (en grec ancien Ἰχθύας) était un philosophe grec mégarique du IVe siècle av. J.-C., prédécesseur d’Eubulide.

## Sources existantes
La vie et la pensée d’Ichtyas ne sont attestées que par quelques mentions dans l’ensemble de la littérature conservée de l’antiquité.
Le doxographe Diogène Laërce l’évoque brièvement dans ses Vies, doctrines et sentences des philosophes illustres : En conclusion de la biographie d’Euclide de Mégare, il recense plusieurs figures éminentes de l’école mégarique. La mention tient en une phrase : « Ichthyas, fils de Métallos, et homme de mérite, à qui Diogène le cynique adressa un dialogue ».

## Notice Biographique
Selon Diogène Laërce, il est fils de Métallos ; la ville d’origine d’Ichtyas demeure inconnue. Il est d'abord l’élève Cratès de Thèbes, avant de suivre les cours du fondateur de l’école de Mégare, Euclide. Diogène le Cynique lui a consacré un dialogue qui ne nous est pas parvenu. Il s’agit vraisemblablement de l’Ichtyas listé par Diogène Laërce.
Il fut maître de Thrasymaque de Corinthe, et il mourut alors qu’il tentait de préparer un coup d’État dans sa ville, selon Tertullien.

### Sources anciennes
- Diogène Laërce, Vies, doctrines et sentences des philosophes illustres [détail des éditions] (lire en ligne) (II, 112)

### Sources modernes
- [Muller 2000] Robert Muller, « Ichtyas le mégarique », dans Richard Goulet (dir.), Dictionnaire des philosophes antiques, t. III, Paris, CNRS éditions, 2000, p. 859
- Scuole socratiche minori e filosofía ellenistica, Gabriele Giannantoni (philosophe et politicien italien) : Il mulino (1977)